# محفظة الإنترنت
المحفظة عبر الإنترنت هي برنامج أو خدمة ويب تتيح للمستخدمين تخزين معلومات التسوق الخاصة بهم والتحكم فيها، مثل تسجيلات الدخول وكلمات المرور وعنوان الشحن وتفاصيل بطاقة الائتمان. كما يوفر طريقة للمستهلكين لشراء المنتجات من تجار التجزئة عبر الإنترنت.
يمكن دمج هذه الأنظمة بشكل مباشر أو يمكن دمجها مع مدفوعات المشغل وبطاقات الائتمان من خلال نظام موحد للدفع عبر الإنترنت عبر الهاتف المحمول. ومن الأمثلة على ذلك محفظة جوجل وباي بال وياندكس. موني. 

## التاريخ
ابتكر رائد الأعمال الإنجليزي ميخائيل ألدريش التسوق عبر الإنترنت في عام 1979. قام نظامه بتوصيل جهاز تلفزيون محلي معدّل بجهاز كمبيوتر يعمل بمعالجة في الوقت الفعلي عبر خط هاتف محلي. كان يعتقد أن videotex ، وهي تقنية التلفزيون المحلية المعدلة مع واجهة بسيطة بين الإنسان والحاسوب، كانت «وسيلة اتصال جديدة، قابلة للتطبيق عالمياً، وتشاركية - الأولى منذ اختراع الهاتف.» أدى ذلك إلى تمكين فتح أنظمة معلومات الشركة «المغلقة» للمراسلين «الخارجيين» ليس فقط لمعالجة المعاملات ولكن أيضًا من أجل المراسلة الإلكترونية واسترجاع المعلومات ونشرها، والتي تُعرف فيما بعد باسم التجارة الإلكترونية. كان تعريفه لوسائط الاتصال الجماهيرية الجديدة «تشاركي» [تفاعلي، كثير إلى كثير] مختلفًا اختلافًا جذريًا عن التعريفات التقليدية للاتصال الجماهيري ووسائل الإعلام ومقدمة لشبكات التواصل الاجتماعي على الإنترنت بعد 25 عامًا. 
في مارس 1980، بدأ إطلاق Redifon Office Revolution ، والذي أتاح للمستهلكين والعملاء والوكلاء والموزعين والموردين وشركات الخدمات الاتصال عبر الإنترنت بأنظمة الشركات والسماح بإتمام المعاملات التجارية إلكترونيًا في الوقت الفعلي.
خلال الثمانينات من القرن الماضي  قام بتصميم وتصنيع وبيع وتثبيت وصيانة ودعم العديد من أنظمة التسوق عبر الإنترنت، وذلك باستخدام تقنية videotex. هذه الأنظمة التي وفرت أيضًا استجابة صوتية ومعالجة بصمات الأصابع سابقة لشبكة الإنترنت والشبكة العالمية، وجهاز كمبيوتر آي بي إم، ومايكروسوفت MS-DOS ، وتم تثبيتها بشكل رئيسي في المملكة المتحدة من قبل الشركات الكبرى. 
تم افتتاح أول خادم ومتصفح شبكة عنكبوتية عالمية، تم إنشاؤه بواسطة تيم بيرنرز لي في عام 1990، للاستخدام التجاري في عام 1991. بعد ذلك، ظهرت ابتكارات تكنولوجية لاحقة في عام 1994: الخدمات المصرفية عبر الإنترنت، وفتح متجر للبيتزا عبر الإنترنت من قبل بيتزا هت، وظهور معيار تشفير SSL v2 من نتسكيب لنقل البيانات بشكل آمن، وأول نظام للتسوق عبر الإنترنت من Intershop. بعد ذلك مباشرة، أطلقت أمازون موقعها للتسوق عبر الإنترنت في عام 1995، كما تم تقديم إيباي في عام 1995. 

## القبول كوسيلة للدفع
بسبب التبني البطيء والمنافسة العالية، لا يوجد حاليًا محفظة قياسية واحدة مقبولة عالميًا. ولهذا يختلف قبول المحفظة عبر الإنترنت كشكل من أشكال الدفع استنادًا إلى كل من سياسة المتجر ونوع المحفظة عبر الإنترنت المستخدمة. على سبيل المثال، يمكن استخدام محفظة قوقل في مواقع (ماستر كارد Paypass) داخل الولايات المتحدة.  على العكس فإن بيتكوين، على الرغم من كونها مقبولةََ دوليًا، ولكنها غير مقبولة كثيرًا، ويرجع ذلك جزئيًا إلى ارتباطها بمواقع الويب غير القانونية مثل سوق طريق الحرير. من المتوقع أنه في المستقبل القريب، مع زيادة استخدام المحافظ عبر الإنترنت، فإن انجذاب المستهلكين لتقنيات محددة سيقلل من عدد المحافظ المعتمدة عبر الإنترنت. 